# Каневский, Виктор Израилевич
Виктор Израилевич Каневский (укр. Віктор Ізраїльович Каневський; 3 октября 1936, Киев — 25 ноября 2018, Бристол) — советский футболист и американский тренер. Заслуженный тренер Узбекской ССР. Обладатель клубного рекорда «Динамо» Киев среди нападающих (80 мячей). Мастер спорта СССР (1956).

## Биография
Отец работал в снабжении в Академии архитектуры, мать — домохозяйка (не могла работать из-за травмы ног, полученной после падения из трамвая). У Виктора также есть старший и младший брат (старший Леонид — тренер сборной СССР по гребле на ОИ-80 в Москве и Украины на ОИ-96 в Атланте).
Начинал в дворовом футболе. Позже стал заниматься футболом в школе у Михаила Борисовича Корсунского. В 16 лет пошёл работать на завод «Арсенал»: делал гравировки на фотоаппаратах «Киев». Для удовольствия играл за заводскую команду «Машиностроитель». Затем полгода работал на заводе «Транссигнал» слесарем (играть уже не разрешали).
Тем не менее Каневского помнили в «Динамо» (Киев), и в один из дней 1955 к нему пришла открытка с приглашением в команду. Вместе с ним в команду пришли Лобановский, Базилевич, Трояновский. Сначала игра у Каневского не шла, и тренер Олег Ошенков был готов избавиться от него. Однако помог случай. Каневский был в воинской части при команде, принимал присягу, а заодно играл на первенство части. В одном из матчей соперник был разгромлен 10:0, а Каневский забил 8 мячей. На том матче был Ошенков, который забрал Каневского обратно в клуб. На следующий день после матча на первенство части Каневский играл в Чемпионате СССР против кишинёвской «Молдовы».
Полностью Каневский раскрылся при тренере Вячеславе Соловьеве, который сумел убедить динамовцев, что выиграть чемпионат могут не только московские команды. В 1960 Каневский стал капитаном «Динамо».
В 1964 в команду пришёл Виктор Маслов, который сделал ставку на молодых скоростных футболистов. В итоге Каневский подал заявление об уходе из команды, понимая, что в основной состав он уже не пройдет. Более того, Каневский решил закончить карьеру игрока и стал тренировать «Металлург» (Запорожье). Однако спустя 3 месяца его приглашает в Одессу экс-партнер Юрий Войнов, который принял новичка высшей лиги «Черноморец» (Одесса). Каневский провёл в команде только сезон, после которого принял решение окончательно прекратить выступления на высоком уровне.
Тренерская карьера началась с того, что Каневскому порекомендовали поменять отчество Израилевич. Каневский выбрал себе новое отчество — Ильич (прежнее отчество вернул, только когда эмигрировал).
Каневский начал тренировать «Металлист», команду Второй лиги. Вместе с командой вышел в Первую лигу. В 1972, транзитом через Черновцы (работал там 3 месяца), оказался в «Пахтакоре», где работал помощником Вячеслава Соловьева. В конце 1972 Каневскому позвонил Лобановский и предложил возглавить «Днепр». В Днепропетровске работал 4 года. В 1978 Каневский работал с «Таврией», с которой вышел в первую лигу.
В 1980 он вступил в конфликт с Федерацией футбола Украины, поскольку ему не разрешили вылететь в Алжир для работы с национальной сборной страны. Он подал заявление на выезд. Однако в ОВИРе заявили, что у него недостаточная степень родства. Два года за Каневским следили и прослушивали телефонные разговоры. Единственным, кто открыто контактировал с Каневским, был Валерий Лобановский.
В 1983 по протекции Лобановского Каневскому разрешили тренировать только что созданную команду «Динамо» (Ирпень), куда вошли футболисты, не проходившие по разным причинам в состав 1-й и 2-й команды «Динамо» (Киев). За год он поднялся с командой из турнира КФК во 2-ю лигу.
Однако потом работать тренером перестал. Уехал с братом в Черниговскую область, работал строителем (строил Дворцы культуры). Позже строил в Москве кооперативный дом.
В 1988 подал повторное заявление на отъезд. 15 ноября 1988 года Каневский вылетел с женой по маршруту Вена — Рим — Нью-Йорк. Ещё год потребовался, чтобы переехала в США дочь.
Через неделю после приезда в Нью-Йорк устроился тренером по футболу в детскую спортивную школу «Спартакус», открытую русскими эмигрантами. В «Спартакусе» проработал 8 месяцев, после чего открыл собственную школу, где занимаются ребята из русскоязычных семей.
Скончался 25 ноября 2018 года в Бристоле, Коннектикут, США.

## Статистика выступлений за «Динамо»
| Клуб   | Сезон | Чемпионат | Чемпионат | Кубок | Кубок | Всего | Всего |
| Клуб   | Сезон | Игры      | Голы      | Игры  | Голы  | Игры  | Голы  |
| ------ | ----- | --------- | --------- | ----- | ----- | ----- | ----- |
| Динамо | 1955  | 1         | 0         | -     | -     | 1     | 0     |
| Динамо | 1956  | 12        | 4         | -     | -     | 12    | 4     |
| Динамо | 1957  | 13        | 5         | 2     | 0     | 15    | 5     |
| Динамо | 1958  | 18        | 8         | 1     | 0     | 19    | 8     |
| Динамо | 1959  | 19        | 2         | -     | -     | 19    | 2     |
| Динамо | 1960  | 22        | 7         | -     | -     | 22    | 7     |
| Динамо | 1961  | 26        | 18        | 1     | 0     | 27    | 18    |
| Динамо | 1962  | 23        | 7         | 1     | 0     | 24    | 7     |
| Динамо | 1963  | 34        | 14        | 2     | 0     | 36    | 14    |
| Динамо | 1964  | 27        | 15        | 5     | 5     | 32    | 20    |
| Всего  | Всего | 195       | 80        | 12    | 5     | 207   | 85    |

## Достижения

### Командные
«Динамо» (Киев)
- Чемпион СССР: 1961
- Обладатель Кубка СССР: 1964

### Личные
- В списках 33 лучших футболистов сезона в СССР (2): № 3 (1961, 1962)
- Мастер спорта СССР: 1956

## Факты
- Каневский во время финальной игры ЧМ-62 оказался на трибуне рядом с Пеле, что позволило Виктору взять автограф у бразильца, который расписался на билете Каневского.
- Виктор Каневский был «специалистом» по Яшину и Маслаченко — он забивал им довольно часто.
- Главным своим недостатком считал незнание английского языка. Владение языком позволило бы Каневскому тренировать клубы MLS, при том, что он приглашался на учредительные собрания лиги.
- Был членом КПСС[5].